# Wahlenbergia gracilenta
Wahlenbergia gracilenta är en klockväxtart som beskrevs av Lothian. Wahlenbergia gracilenta ingår i släktet Wahlenbergia och familjen klockväxter. Inga underarter finns listade i Catalogue of Life.